# Lucian Riviș Tipei
Lucian Riviș Tipei (n. 3 mai 1976) este un politican român care a ocupat funcția de deputat în legislatura 2008-2012 în circumscriptia electorala nr.2 ARAD.
1. ↑  „CV”.[nefuncțională – arhivă]